# یوسوکه ساکیمورا
یوسوکه ساکیمورا (ژاپنی: 崎村 祐丞؛ زادهٔ ۲۷ ژوئن ۱۹۹۸) یک بازیکن فوتبال اهل ژاپن است.
از باشگاه‌هایی که در آن بازی کرده‌است می‌توان به باشگاه فوتبال آویسپا فوکوئوکا اشاره کرد.